# Hoverberg
Hoverberg är en småort (tätort före 2023) i Bergs distrikt i Bergs kommun och kyrkbyn i Bergs socken i södra Jämtland. 
Byn Berg (Hoverberg) består av de tre byarna Bergsbyn, Eltnäset och Vattviken. Både byn och kommunen har fått sitt namn av det kända landmärket Hoverberget. Berg är det äldre namnet på orten, namnformen Hoverberg har också använt efter det skapades av Postverket. Byarna ligger på den södra och östra sluttningen av Hoverberget, som i sin tur ligger på en halvö i Storsjön. Runt hela berget går lilla länsväg 574. Området ingår i södra Storsjöbygden, och ligger mellan Svenstavik och Myrviken. 
I Hoverberg finns Bergs kyrka, en hembygdsgård, bygdegård, båthamn och ångbåtsbrygga, Hoverbergstoppen med servering och Hoverbergsgrottan. I Hoverberg finns även kaféet och mejeriet Kossan i Berg som drivs av två gårdar i närheten.

## Historia
På 1800-talet kom ångbåtarna (bland annat S/S Thomée och S/S Östersund med varor till de båda stora bryggorna i Eltnäset och den, med jämtländska mått mätt, stora Bergs kyrka. När Inlandsbanan byggdes på andra sidan Storsjön i början av 1900-talet, växte Svenstavik fram som den nya centralorten och med den nya ordningen flyttade all service, utom den kyrkliga, till Svenstavik.

## Befolkningsutveckling
| Befolkningsutvecklingen i Hoverberg/Berg 1960–2020                              | Befolkningsutvecklingen i Hoverberg/Berg 1960–2020 | Befolkningsutvecklingen i Hoverberg/Berg 1960–2020 | Befolkningsutvecklingen i Hoverberg/Berg 1960–2020 | Befolkningsutvecklingen i Hoverberg/Berg 1960–2020 |
| ------------------------------------------------------------------------------- | -------------------------------------------------- | -------------------------------------------------- | -------------------------------------------------- | -------------------------------------------------- |
|                                                                                 |                                                    |                                                    |                                                    |                                                    |
| År                                                                              |                                                    |                                                    | Folkmängd                                          | Areal (ha)                                         |
| 1960                                                                            | 1960                                               |                                                    | 282                                                | 74                                                 |
| 1990                                                                            | 1990                                               |                                                    | 197                                                | 66#                                                |
| 1995                                                                            | 1995                                               |                                                    | 187                                                | 60#                                                |
| 2000                                                                            | 2000                                               |                                                    | 181                                                | 61#                                                |
| 2005                                                                            | 2005                                               |                                                    | 159                                                | 62#                                                |
| 2010                                                                            | 2010                                               |                                                    | 134                                                | 68#                                                |
| 2015                                                                            | 2015                                               |                                                    | 206                                                | 151                                                |
| 2020                                                                            | 2020                                               |                                                    | 211                                                | 141                                                |
| Anm.: Upphörde som tätort 1965. Åter tätort 2015, ej tätort 2023. # Som småort. |                                                    |                                                    |                                                    |                                                    |

## Personer från Hoverberg
- Harald Tirén
- Sören Mannberg
- Karl-Ove Mannberg